# Tetragnatha perreirai
Tetragnatha perreirai är en spindelart som beskrevs av Gillespie 1992. Tetragnatha perreirai ingår i släktet sträckkäkspindlar, och familjen käkspindlar. Inga underarter finns listade i Catalogue of Life.